# Вернер Потцернгайм
Вернер Потцернгайм (нім. Werner Potzernheim, 8 березня 1927 — 22 квітня 2014) — німецький велогонщик.
Бронзовий призер Олімпійських Ігор 1952 року в спринт-скретчі.